# Sauquillo de Cabezas
Sauquillo de Cabezas è un comune spagnolo di 211 abitanti situato nella comunità autonoma di Castiglia e León.
Le feste sono l'ultimo fine settimana d'agosto in onore al patrono "San Pedro".